# Чесність з собою
«Чесність з собою» — роман українського письменника Володимира Винниченка, присвячений дискусійним питанням соціалізму та переконаності у ньому.

## Персонажі
- Мирон — ідеолог «чесності з собою»
- Маруся — його сестра
- Семен Васильович — поміщик
- Сергій — його син
- Дара — його дружина
- Віра — дочка Семена Васильовича
- Тарас — соціаліст, що вийшов з в'язниці
- Оля — його сестра
- Кіт — псевдосоціаліст

## Сюжет
Мирон, соціаліст, активно пропагує ідею «чесності з собою» серед робітників. Також він пропонує легалізувати проституцію, бо «це така сама робота, як і інші». При цьому його сестра, через нестачу коштів, змушена стати повією. Через свої погляди Мирон викликає зневагу у більшості його знайомих. В той же час на партійних засіданнях активно обговорюється питання страйку на заводі. Дара протягом твору проходить крізь сумніви у власних ідеях, в той час як Тарас, не маючи грошей та можливості їх заробляти, розчаровується в цьому соціалістичному гуртку, оскільки він відверто не відповідає його ідеї розвитку робітничого руху.

## Оцінка
Існує думка, що Винниченкова «чесність із собою» є не чим іншим, як перефразованою «вірністю самому собі» Вільяма Шекспіра з його «Гамлета». Сюжет роману центровано на випробуваннях головного героя, котрий виступає рупором ідей автора. В. Винниченко будує каркас роману за таким жанротворчим принципом: створює головного героя, наділяючи його певними філософськими ідеями, далі він «вживляє» в конфліктні вузли сюжетної сітки. Автор моделює свій світ, переносячи акцент з чесності з іншими на «чесність з собою». Така модель морального плану романної форми мусить мати відповідний інструмент для свого вияву, свою формальну обгортку. Художній експеримент над образами соціалістів призвів до показу двоплановості їхнього життя, і підтвердив несумісність теорії та життєвої правди.
В газеті «Український голос» (Перемишль) у 1925 р. розміщена рецензія на роман В. Винниченка, написана ерудитом і лікарем-офтальмологом за фахом Михайлом Косом. Цей твір він «піддав нищівній, але аргументованій критиці, оцінивши його як шкідливий для моралі і світогляду молоді».

## Літературознавчі дослідження
1. Брайко О. «Робітник Шевирьов» Михайла Арцибашева і «Чесність з собою» Володимира Винниченка: дві моделі антропологічного гнозису / О. Брайко // Слово і час. — 2009. — № 2. — С. 56-67.
2. Варикаша М. М. Деформація категорії моральності у романі «Чесність із собою» В. Винниченка / М. М. Варикаша // Мова і культура: У 10 т. Вип. 7. Т. VII. Ч. 2 : Художня література в контексті культури. — К. : Видавничий Дім Дмитра Бураго, 2004. — С. 55-61.
3. Гусак Н. «Заглянувши в себе», «Чесність із собою» у контексті психоаналізу З. Фройда / Н. Гусак // Українська мова та література. — 2002. — № 3. — С. 8–10.
4. Костельник Г. Ломання душ: З літературної критики / Гавриїл Костельник. — Львів: Вид-во «Добра книжка», 1923. — 95 с.
5. Наєнко М. К. Що таке «чесність із собою»? // Літературознавчі студії. — 2012. — Вип. 32. — С. 191—196.